# Малые Учалы
Малые Учалы (баш. Кесе Учалы) — исчезнувшее озеро в Учалинском районе республики Башкортостан. Расположено в пределах территории районного центра — города Учалы, вдоль улицы Энергетиков и к северу от микрорайона Бурансы. Фактически исчезло в результате экологической катастрофы как следствие жизнедеятельности Учалинского ГОК-а. Озеро непригодно для купания, является хвостохранилищем комбината. Историческая высота над уровнем моря — 521,8 м, площадь поверхности — 3,4 км², площадь водосборного бассейна — 24,8 км².
Вдоль озера пролегает железная дорога Межозёрный-Миасс.

## Топонимика
Учёный и путешественник Иван Лепёхин в своих путевых заметках назвал озеро «Ашулы», сопроводив переводом — «сердитое». В башкирском языке есть слово «асыулы» — «гневный», но, вероятнее, русское название озера произошло от татарского «ачулы» с тем же значением.

## Геология
Имеет родственное происхождение с соседним озером — Большие Учалы, тектоническое (по другой версии — карстово-суффозионное) происхождение.